# Giuseppe Rossi (presbitero)
Don Giuseppe Rossi (Varallo Pombia, 3 dicembre 1912 – Castiglione d'Ossola, 26 febbraio 1945) è stato un presbitero italiano, riconosciuto come martire dalla Chiesa cattolica ed è stato proclamato beato nel 2024.

## Biografia
Secondogenito di Gerolamo Rossi ed Angela De Ambrogio, Giuseppe Rossi entrò nel seminario di San Carlo ad Arona nel 1925 e fu ordinato sacerdote il 29 giugno 1937. Dopo aver perfezionato gli studi teologici al seminario di Novara, nel 1939 viene destinato alla parrocchia di San Gottardo a Castiglione d'Ossola, piccola frazione montana di Calasca-Castiglione, dove svolse l'apostolato per circa sei anni; qui svolse in particolare formazioni giovanili, direzioni spirituali dell'Azione Cattolica femminile e delle Conferenze di San Vincenzo, assistenze a poveri e malati.
Allo scoppio della Seconda guerra mondiale, la Val d'Ossola divenne teatro di scontri tra partigiani e formazioni fasciste.
Il 26 febbraio 1945, in seguito all'uccisione di due soldati della II Compagnia della 29ª Brigata Nera "Ettore Muti", da parte dei partigiani garibaldini della Brigata "Torino", il paese fu invaso da una rappresaglia fascista: vennero razziate ed incendiate alcune case, 45 persone, per lo più donne ed anziani, furono sottoposti ad interrogatori e vessazioni. Don Giuseppe Rossi, preso in ostaggio, fu accusato d'aver dato il segnale ai partigiani nell'agire con il suono delle campane, che in quel momento segnavano le nove del mattino; tuttavia, lui ed altri suoi cittadini furono rilasciati quello stesso giorno.
Pur sapendo d'esser in pericolo di vita e venendo incoraggiato dai parrocchiani a fuggire, Rossi rimase a Castiglione, passando di casa in casa per dare conforto, coraggio e confessando quella popolazione certa di dover affrontare una morte imminente. Inaspettatamente, verso sera, il paese venne liberato; don Giuseppe fu nuovamente invitato dai parrocchiani ad abbandonare il paese e ripararsi sui monti, ma lui ancora una volta si rifiutò. Poco dopo però, verso le ore 20, quattro militi fascisti fecero ritorno a Castiglione ed irruppero nella canonica del presbitero e lo portarono via. Di lui non si saprà più niente fino al 4 marzo, quando i parrocchiani si misero alla sua ricerca verso il Vallone dei Colombetti, seguendo le indicazioni d'una ragazza che aveva ricevuto una certa confidenza da uno dei sequestratori pentito.
Il suo corpo fu trovato sotto pochi centimetri di terra, in una buca scavata con le unghie dello stesso presbitero; il cadavere, brutalmente percosso, mostrava: coltellate, lividi, il cranio sfondato (presumibilmente con un masso di circa 7 kg) ed il colpo di grazia consistente in un colpo d'arma da fuoco in pieno volto.
Gli autori del martirio di don Giuseppe Rossi non furono mai identificati; il comandante del I e del II plotone della Brigata "Ettore Muti", Rodolfo Badiali, fu condannato il 7 dicembre 1946 per crimini di guerra, ma scontò solo alcuni anni di pena, in quanto chiese perdono alla madre di don Giuseppe ed al parroco don Severino Cantonetti che gli era succeduto.
Inizialmente sepolto nel cimitero del suo paese natale di Varallo Pombia, dal 22 settembre 1991 i resti mortali del presbitero riposano nella chiesa di San Gottardo a Castiglione d'Ossola.

## Culto
Il 14 dicembre 2023 papa Francesco ha autorizzato il decreto sul martirio in odio alla fede di Giuseppe Rossi, aprendo la via alla sua beatificazione.
La cerimonia di beatificazione è avvenuta il 26 maggio 2024 nella cattedrale di Novara ed è stata presieduta dal cardinale Marcello Semeraro in rappresentanza del papa.